# Chata pri Šalviovém prameni
Chata pri Šalviovém prameni (německy Schuthütte am Kressbrunnen, Kresbrunn-Hütte) byla chata, kterou postavil Uherský karpatský spolek na Žeruchovej polaně v Dolině Bílé vody ve Vysokých Tatrách.

## Historie
V Dolině Bílé vody na Žeruchovej polaně ve výši asi 1200 m n. m. postavil v roce 1903 Uherský karpatský spolek malou útulnu. Mohl ji volně využívat každý turista na odpočinek. Používala ji i Kežmarská lovecká společnost. Blízko srubu vyvěral Šalviov pramen. Stará útulna v roce 1923 dosloužila. Nástupce Uherského karpatského spolku Karpathenverein (Karpatský spolek) uvažoval o nové výstavbě. V roce 1930 advokát Dr. Vojtech Forberger ze Spišské Nové Vsi uspořádal finanční sbírku. Namísto chaty postavili k Šalviovu prameni vozovou cestu. Ani snahy Turistického spolku Přátel přírody v roce 1931 se neskončily úspěchem. Július Tardík, který provozoval nádražní restauraci v Tatranské Štrbě, dostal od města Kežmarok v roce 1933, za roční pronájem 120 korun, pozemek na stavbu chaty. Ještě v témže roce na místě bývalé útulny postavil dřevěnou chatu se čtyřmi pokoji a společnou noclehárnou, kterou turisté nazvali Tardíkova chata, Tardíkova útulna, (polsky Schronisko Tardíka) někdy se na ni přenášel název Chata pri Šalviovom prameni (polsky Schronisko na Rzeżuchowej Polanie) V roce 1945 ji převzal do majetku Klub Slovenská turistů a lyžařů . Po jeho zrušení ji v roce 1950 dostalo do majetku Revoluční odborové hnutí. Zotavovna pod jeho vedením chátrala. V roce 1956 ji asanovali. Dodnes po ní zůstaly vedle cesty dolinou na Chatu u Zeleného plesa základy.  

## Galerie

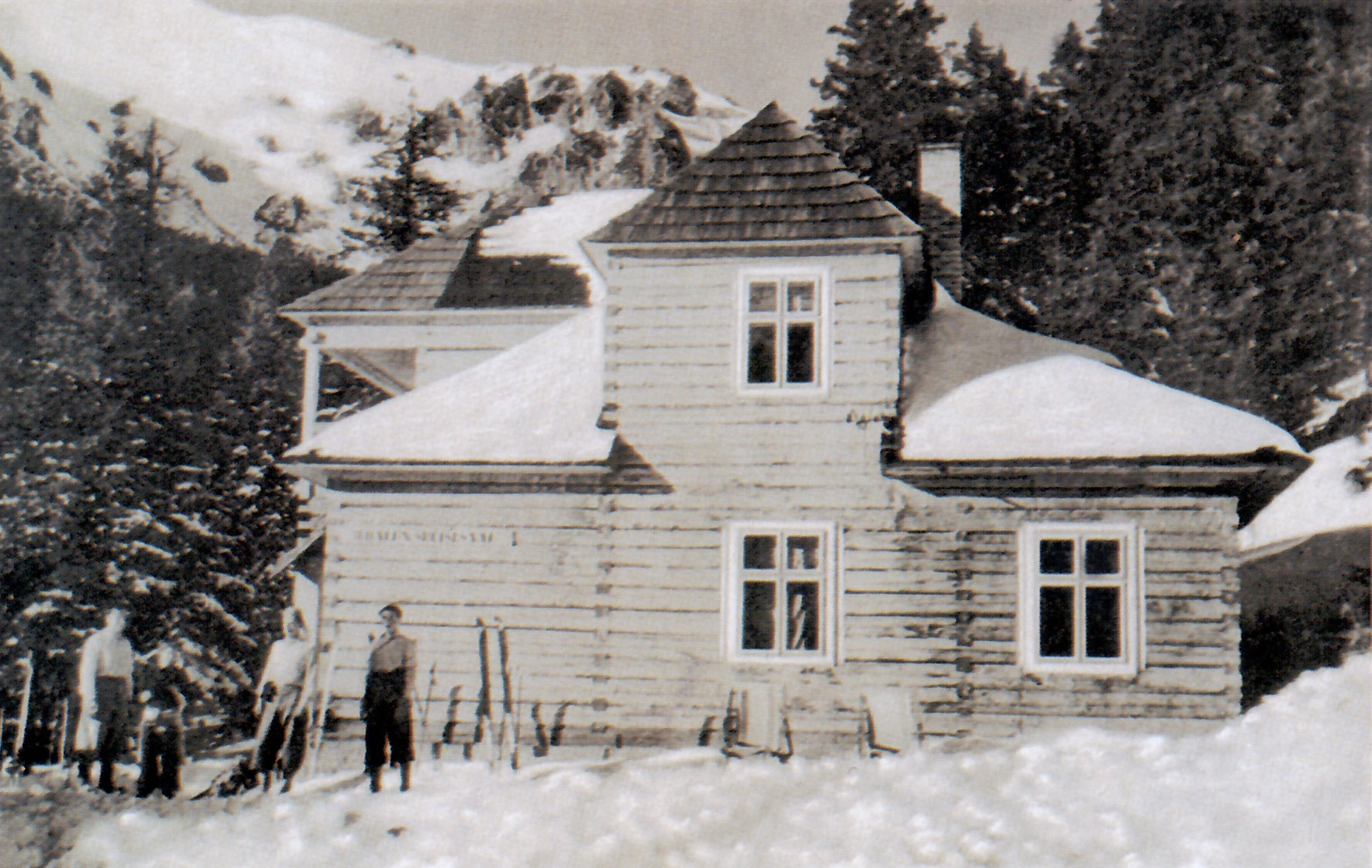
Tardíkova chata v roce 1934.
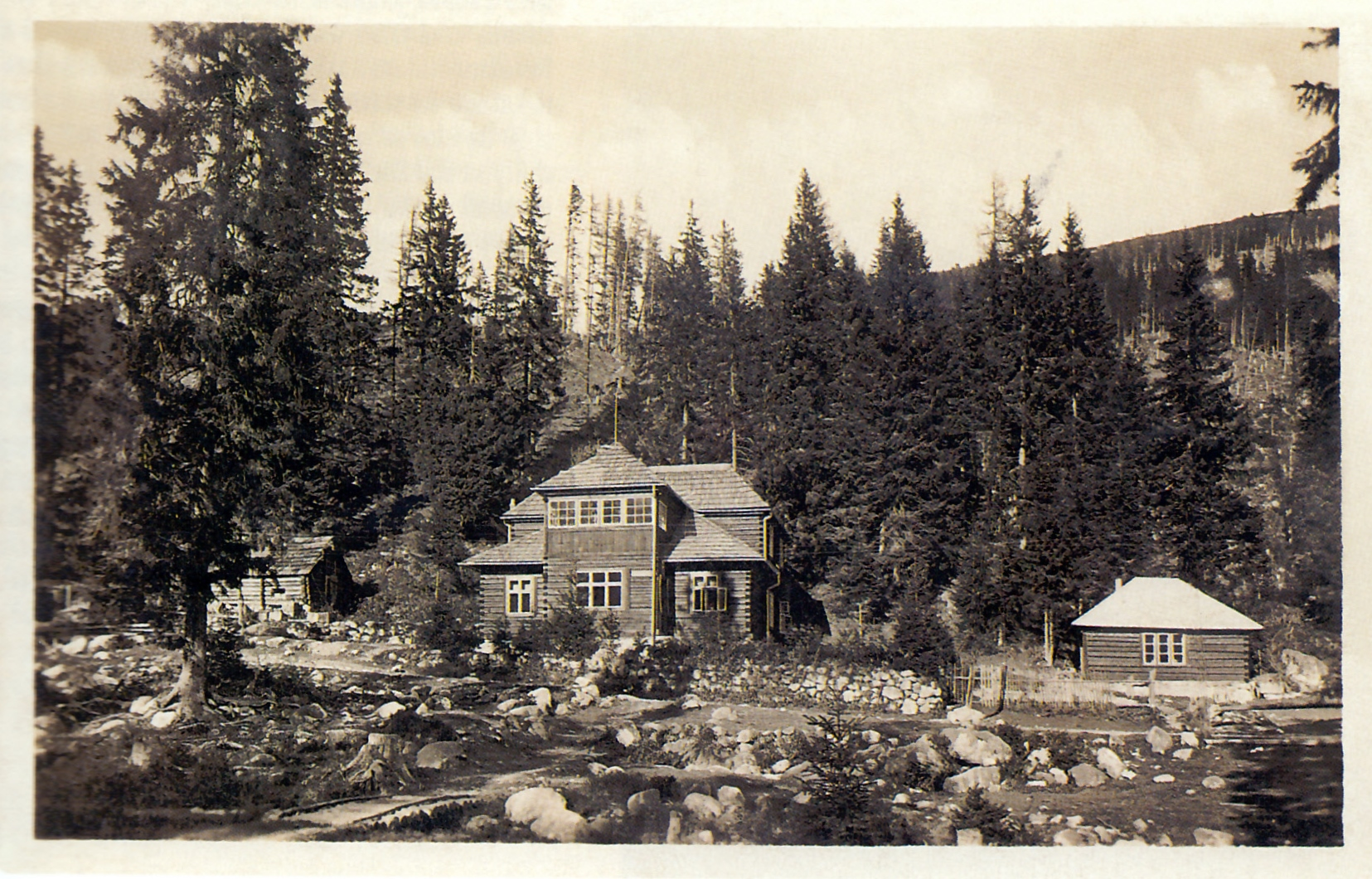
Tardíkova chata v roce 1949, kdy byl jejím majitelem Klub Slovenská turistů a lyžařů.
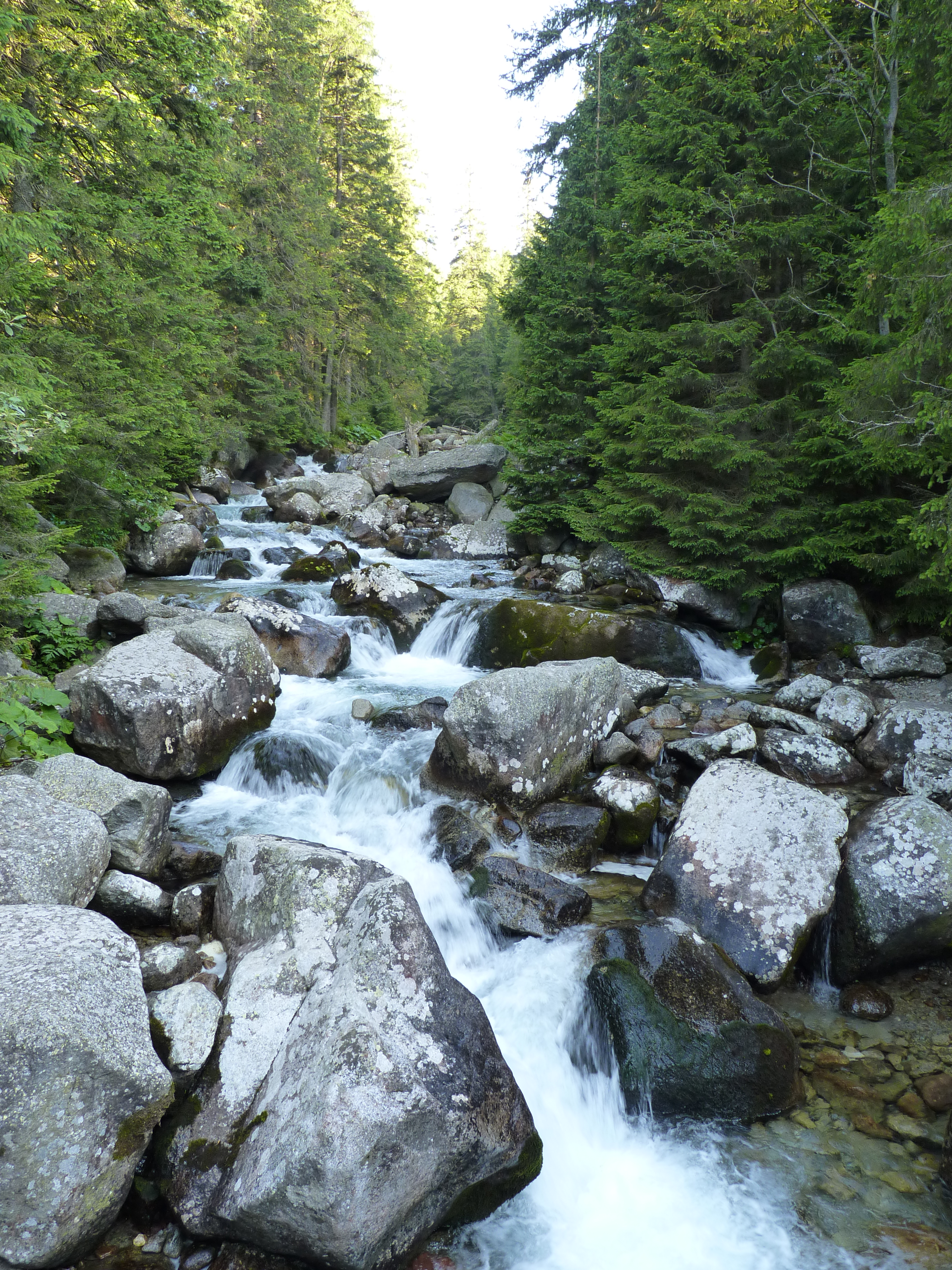
Dolina Bílé vody, Kežmarská Biela voda.
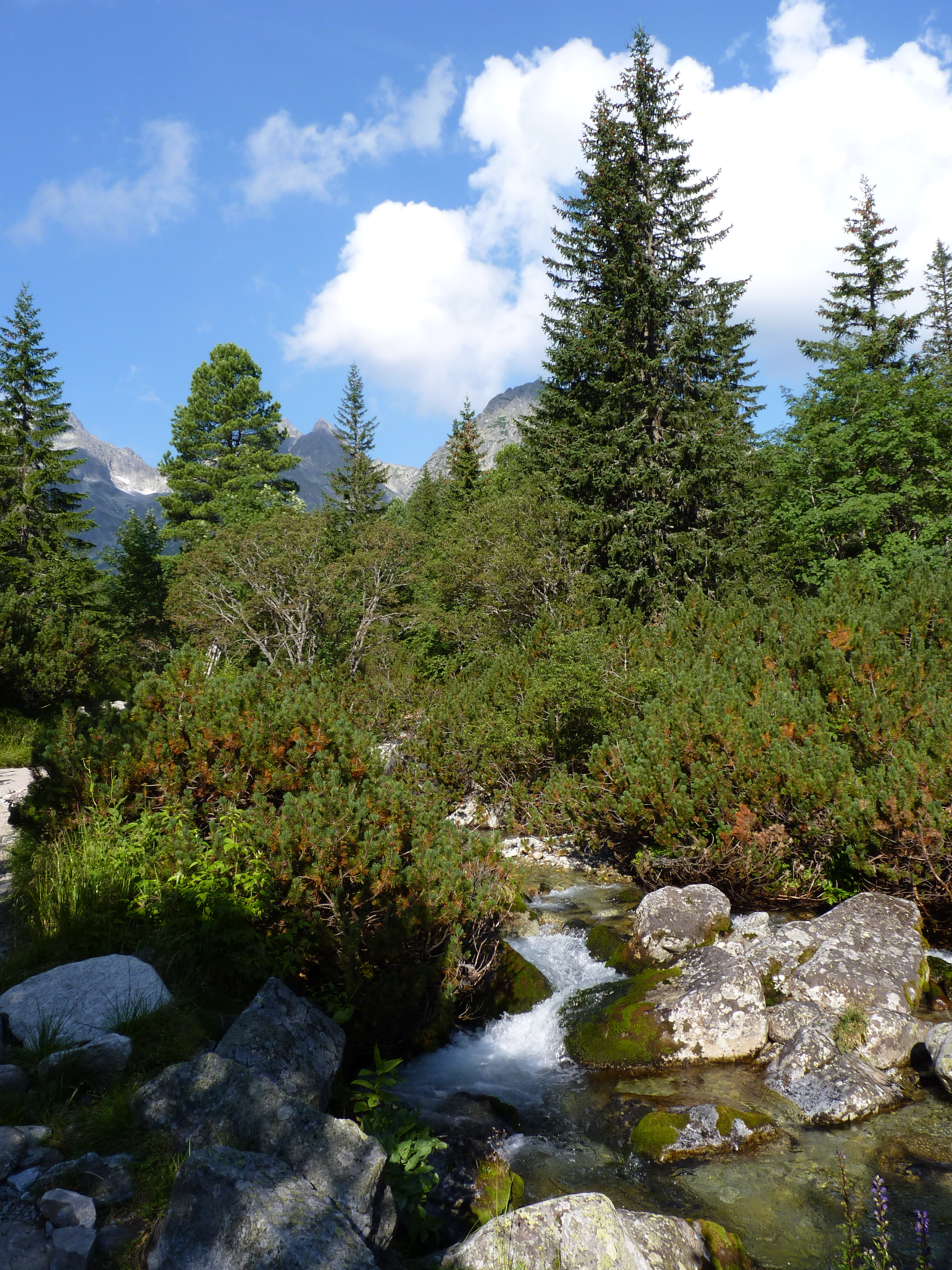
Dolina Bílé vody.